# Peter Härtling
Peter Härtling (Chemnitz, 13 novembre 1933 – Rüsselsheim am Main, 10 luglio 2017) è stato uno scrittore e saggista tedesco.

## Biografia
Peter Härtling trascorse la sua prima infanzia nell'Hartmannsdorf a Chemnitz, dove suo padre gestiva uno studio legale. Durante la seconda guerra mondiale, la famiglia si trasferì a Olomouc in Moravia, verso la fine della guerra fuggirono di fronte all'avanzata dell'esercito russo a Zwettl nella Bassa Austria. Nel giugno del 1945, il padre morì in un campo di prigionia russo. Dopo la guerra, si trasferì a Nürtingen, dove ha frequentato il Max-Planck-Gymnasium, lavorando come apprendista al Nürtinger. Nel 1947 la madre si suicidò. Nel 1948, incontrò Fritz Ruoff, che divenne il suo mentore. Dopo aver completato la scuola secondaria nel 1951 ha lavorato per un breve periodo in una fabbrica e ha frequentato la scuola d'arte Bernsteinschule dove ha studiato sotto HAP Grieshaber. Ha poi iniziato la sua carriera come giornalista.
Dal 1954 al 1955 Härtling è stato redattore presso il Zeitung Heidenheimer, dal 1956 al 1962 nel Deutschen Zeitung, e dal 1962 al 1964 ha scritto per la rivista Monthly Review, di cui è stato coeditore fino al 1970. Dal 1974 ha lavorato come scrittore freelance. Nel semestre 1983/84 ha tenuto seminari di poesia a Francoforte ispirati alla foto di Robert Capa "Il soldato spagnolo".
Dal 1998 al 2006 è Presidente della Hölderlin-Gesellschaft. È stato membro dell'Accademia di Scienze e Lettere di Magonza e dell'Accademia delle Arti di Berlino. Ha ricevuto molti premi letterari e riconoscimenti internazionali, come ad esempio nel 2004, la cittadinanza onoraria della città di Nürtingen. Dal 2012 Härtling è stato "ambasciatore" onorario per la Lung Foundation.
Peter Härtling ha vissuto, nell'ultimo periodo, nel Mörfelden-Walldorf.

## Opera letteraria
Härtling dedica gran parte della propria opera letteraria - in poesia e in prosa - all'analisi della storia e del proprio passato. Il romanzo autobiografico Zwettl (1973) tratta del periodo passato dall'autore nella Bassa Austria, dopo la fuga della famiglia dall'Armata Rossa. Nachgetragene Liebe - Risentimento (1980) elabora i ricordi del padre morto quando Härtling era dodicenne.
Tematica ricorrente nei romanzi di Härtling, nelle poesie, nei saggi e nelle recensioni è anche la casa, che l'autore ha trovato nel Württemberg.
Un altro tema specifico della scrittura di Härtling è la musica romantica. È autore di biografie di Friedrich Hölderlin, William Waiblinger, Ernst Theodor Amadeus Hoffmann e dei compositori Franz Schubert e Robert Schumann.

### Libri per ragazzi
Härtling, che ha iniziato a scrivere poesie, saggi, romanzi e racconti nel 1953, ha poi pubblicato numerosi libri per bambini e ragazzi, a partire dal 1970: Und das ist die ganze Familie (E questa è tutta la famiglia). Ha rappresentato una svolta nella letteratura per ragazzi, sia in termini di stile che per il tema. Nel suo secondo libro, Das war der Hirbel, ha sviluppato una visione critica della società. Da allora ha pubblicato numerosi libri per bambini e giovani adulti che hanno ricevuto molti premi e sono stati tradotti in più di 20 lingue. Sono opere che trattano soprattutto questioni sociali e morali in cui i protagonisti sono ragazzi e bambini. In Das war der Hirbel (1973), racconta la storia di un bambino disabile che viene adottato e dei relativi problemi di esclusione sociale che causa alla famiglia. In Oma - La nonna (1975) parla della vecchiaia e della morte, Theo haut ab (1977) racconta della fuga da casa di Theo che scappa dopo aver litigato con i genitori. In Ben liebt Anna - Ben ama Anna (1979), uno studente tedesco si innamora di una studentessa polacca. Peter Härtling ha ricevuto un premio speciale, come riconoscimento per la sua produzione letteraria per ragazzi, in occasione del Deutscher Jugendliteraturpreis nel 2001 e il Bücherpreis Deutscher nel 2003 come premio alla carriera.

### Radio
Peter Härtling è stato ospite per molte puntate, del programma di letteratura della rete HR2, il programma culturale della Radio dell'Assia.

## Opere

### Poesia
- poeme und songs, Bechtle, Esslingen 1953
- Yamins Stationen, Bechtle, Esslingen 1955
- In Zeilen zuhaus. Vom Abenteuer des Gedichts, des Gedichteschreibens und Gedichtelesens, Neske, Pfullingen 1957
- Unter den Brunnen, Bechtle, Esslingen 1958
- Spielgeist Spiegelgeist, Goverts, Stuttgart 1962
- Neue Gedichte, herausgegeben von Hans Dieter Schäfer, Bläschke, Darmstadt 1972
- Anreden, Gedichte aus den Jahren 1972-1977, Luchterhand, Darmstadt und Neuwied 1977
- Vorwarnung, Luchterhand, Darmstadt und Neuwied 1983
- Die Mörsinger Pappel, Luchterhand, Darmstadt und Neuwied 1987
- Ausgewählte Gedichte - 1953-1979, Luchterhand, Darmstadt und Neuwied 1979
- Die Gedichte - 1953-1987, Luchterhand, Frankfurt am Main 1989
- Jürgen Brodwolf und Peter Härtling: Zwanzig Transparentblätter / Fünfzehn Gedichte, Radius, Stuttgart 1989
- Peter Härtling und Arnulf Rainer: Engel - gibt's die? 28 Gedichte und 30 Übermalungen, Radius, Stuttgart 1992
- Das Land, das ich erdachte - Gedichte 1990-1993, Radius, Stuttgart 1993
- Horizonttheater, Kiepenheuer & Witsch, Köln 1997
- Ein Balkon aus Papier, Kiepenheuer & Witsch, Köln 2000
- kommen - gehen - bleiben, Gedichte, Radius, Stuttgart, 2003
- Schattenwürfe - Gedichte 2005, Radius, Stuttgart 2005

### Romanzi, racconti, biografie
- Im Schein des Kometen. Die Geschichte einer Opposition, Goverts, Stuttgart 1959
- Niembsch oder Der Stillstand. Eine Suite, Goverts, Stuttgart 1964. Niembsch o dell'immobilità
- Janek. Porträt einer Erinnerung, Goverts, Stuttgart 1966
- Das Familienfest oder Das Ende der Geschichte, Goverts, Stuttgart 1969
- Ein Abend eine Nacht ein Morgen. Eine Geschichte, Luchterhand, Neuwied und Berlin 1971
- Zwettl, Nachprüfung einer Erinnerung, Luchterhand, Darmstadt und Neuwied 1973
- Eine Frau, Luchterhand, Darmstadt und Neuwied 1974
- Hölderlin, Luchterhand, Darmstadt und Neuwied 1976
- Hubert oder Die Rückkehr nach Casablanca, Luchterhand, Darmstadt und Neuwied 1978
- Nachgetragene Liebe, Luchterhand, Darmstadt und Neuwied 1980. Sammlung Luchterhand 1991, ISBN 3-630-61357-8. "Risentimento"
- Der wiederholte Unfall, Erzählungen mit einem Nachwort des Autors, Reclam, Stuttgart 1980
- Die dreifache Maria, Luchterhand, Darmstadt und Neuwied 1982
- Das Windrad, Luchterhand, Darmstadt und Neuwied 1983
- Felix Guttmann, Luchterhand, Darmstadt und Neuwied 1985
- Brief an meine Kinder, Radius, Stuttgart 1986
- Waiblingers Augen, Luchterhand, Darmstadt und Neuwied 1987
- Die kleine Welle, Vier Geschichten zur Schöpfungsgeschichte, Radius, Stuttgart 1987
- Der Wanderer, Luchterhand, Hamburg Zürich 1988
- Herzwand. Mein Roman, Luchterhand, Hamburg Zürich 1990
- Brief an meine Kinder: erweitert um einen zweiten Brief, Luchterhand, Hamburg; Zürich 1991
- Schubert, Luchterhand, Hamburg; Zürich 1992
- Božena, Kiepenheuer & Witsch, Köln 1994; als dtv-Taschenbuch, München1996, ISBN 3-423-12291-9.
- Schumanns Schatten, Kiepenheuer & Witsch, Köln 1996.
- Große, kleine Schwester, Kiepenheuer & Witsch, Köln 1998.
- Hoffmann oder Die vielfältige Liebe, Kiepenheuer & Witsch, Köln 2001
- Leben lernen. Erinnerungen, Kiepenheuer & Witsch, Köln 2003
- Die Lebenslinie. Eine Erfahrung, Kiepenheuer & Witsch, Köln 2005
- O´Bär an Enkel Samuel. Eine Erzählung mit fünf Briefen, Kiepenheuer & Witsch, Köln 2008

### Teatro
- Gilles, Ein Kostümstück aus der Revolution, Goverts, Stuttgart 1970
- Melchinger Winterreise. Stationen für die Erinnerung, Radius, Stuttgart 1998 Uraufführung 1998, Theater Lindenhof Melchingen

### Libri per ragazzi
- ... und das ist die ganze Familie, Tagesläufe mit Kindern, Georg Bitter, Recklinghausen 1970
- Das war der Hirbel, Beltz & Gelberg, Weinheim 1973
- Zum laut und leise Lesen, Geschichten und Gedichte für Kinder, Luchterhand, Darmstadt und Neuwied 1975
- Oma, Beltz & Gelberg, Weinheim 1975
- Theo haut ab, Beltz & Gelberg, Weinheim 1977
- Ben liebt Anna, Beltz & Gelberg, Weinheim 1979
- Sofie macht Geschichten, Beltz & Gelberg, Weinheim und Basel 1980
- Alter John, Beltz & Gelberg, Weinheim und Basel 1981
- Jakob hinter der blauen Tür, Beltz & Gelberg, Weinheim und Basel 1983
- Krücke, Beltz & Gelberg, Weinheim und Basel 1987 (verfilmt)
- Geschichten für Kinder, Beltz & Gelberg, Weinheim und Basel 1988
- Fränze, Beltz & Gelberg, Weinheim und Basel 1989
- Peter Härtling für Kinder, Der bunte Hund - Sonderheft, Beltz & Gelberg, Weinheim und Basel 1989
- Mit Clara sind wir sechs. Von den Scheurers, die sich alle Mühe geben, eine Familie zu sein, Beltz & Gelberg, Weinheim und Basel 1991
- Fundevögel: Geschichten zum Wieder- und Wiederlesen. Für Kinder von neun bis neunzig, herausgegeben und mit einem Nachwort von Peter Härtling, Radius, Stuttgart 1991
- Erzählbuch. Geschichten, Gedichte, Texte, Proben, Auswahl von Hans-Joachim Gelberg, Beltz & Gelberg, Weinheim und Basel 1992
- Lena auf dem Dach, Beltz & Gelberg, Weinheim und Basel 1993
- Jette, Erzählbuch. Geschichten, Gedichte, Texte, Proben, Beltz & Gelberg, Weinheim und Basel 1995
- Tante Tilli macht Theater, Beltz & Gelberg, Weinheim und Basel 1997
- Johann Wolfgang von Goethe: »Ich bin so guter Dinge«. Goethe für Kinder, ausgewählt von Peter Härtling, Insel, Frankfurt am Main 1998
- Reise gegen den Wind, Beltz & Gelberg, Weinheim und Basel 2000
- Romane für Kinder in drei Bänden., Beltz & Gelberg, Weinheim 2003
- Paul das Hauskind, Beltz & Gelberg, Weinheim 2010

### Saggi, recensioni, discorsi, interviste
- Palmström grüßt Anna Blume, Essay und Anthologie der Geister aus Poetia, Goverts, Stuttgart 1961
- Vergessene Bücher, Hinweise und Beispiele, Goverts, Stuttgart 1966
- Die Väter, Berichte und Geschichten, hrsg. von Peter Härtling, S. Fischer, Frankfurt am Main 1968
- Christian Friedrich Daniel Schubart, Strophe für die Freiheit, hrsg. und eingeleitet von Peter Härtling, Deutsche Verlagsanstalt, Stuttgart 1976
- Mein Lesebuch, S. Fischer, Frankfurt am Main 1979
- Meine Lektüre, Literatur als Widerstand, hrsg. von Klaus Siblewski, Luchterhand, Darmstadt und Neuwied 1981
- Du bist Orplid, mein Land! Texte von Eduard Mörike und Ludwig Amandus Bauer, hrsg. von Peter Härtling, Luchterhand, Darmstadt und Neuwied 1982
- Literatur in der Demokratie. Für Walter Jens zum 60. Geburtstag, hrsg. von Peter Härtling, Kindler, München 1983
- Der spanische Soldat oder Finden und Erfinden, Frankfurter Poetik-Vorlesungen, Luchterhand, Darmstadt und Neuwied 1984
- Und hören voneinander. Reden aus Zorn und Zuversicht, Radius, Stuttgart 1984
- Deutsche Gedichte des 19. Jahrhunderts, hrsg. von Peter Härtling, Deutscher Bücherbund, Stuttgart und München 1984
- Geschichten für uns, ausgewählt von Peter Härtling, Luchterhand, Darmstadt und Neuwied 1984
- Friedrich Hölderlin, ausgewählt von Peter Härtling, Kiepenheuer & Witsch, Köln 1984
- Zueignung. Über Schriftsteller. Erinnerungen an Dichter und Bücher, Radius, Stuttgart 1985
- Auskunft für Leser, hrsg. von Martin Lüdke, Luchterhand, Darmstadt 1988
- Die Erklärung, ausgezeichnete Kurzgeschichten, hrsg. von Peter Härtling, Theodor Weißenborn, Rudolf Otto Wiener, Quell-Verlag, Stuttgart 1988
- Ein uneingelöstes Vermächtnis, Rede zur Eröffnung der Hermann-Kurz-Ausstellung, Reutlingen 1988, Jürgen Schweier Verlag, Kirchheim unter Teck 1988
- Wer vorausschreibt, hat zurückgedacht, Essays, hrsg. von Klaus Siblewski, Luchterhand, Frankfurt am Main 1989
- Noten zur Musik, Radius, Stuttgart 1990
- Zwischen Untergang und Aufbruch. Aufsätze, Reden, Gespräche, zusammengestellt von Günther Drommer, Aufbau, Berlin und Weimar 1990
- Peter Härtling im Gespräch, hrsg. von Klaus Siblewski, Luchterhand, Frankfurt am Main 1990
- Brüder und Schwestern. Tagebuch eines Synodalen. Mit der Rede UnserLand MeinerLand KeinerLand AllerLand, Radius, Stuttgart 1991
- Textspuren. Konkretes und Kritisches zur Kanzelrede, acht Bände, hrsg. von Peter Härtling, Radius, Stuttgart 1990-1994
- Der Anspruch der Kinderliteratur, Jahresgabe 1991 des Freundeskreises des Instituts für Jugendbuchforschung, Johann Wolfgang Goethe-Universität Frankfurt am Main
- Ich war für all das zu müde. Briefe aus dem Exil, hrsg. von Peter Härtling, Luchterhand, Hamburg; Zürich 1991
- Vom Altern, ein Vortrag, Förderverein Dr.-Wöhringer-Heim, Nürtingen 1992
- Gegenden, Orte - Hölderlins Landschaft, ein Festvortrag, Schwäbische Bank, Stuttgart 1993
- Das wandernde Wasser. Musik und Poesie der Romantik, Salzburger Vorlesungen 1994, Radius, Stuttgart 1994
- Die Gegend meines Vaters, in: Erlebte Geschichte, hrsg. von Jürgen Pfeiffer und Gerhard Fichtner, Verlag Schwäbisches Tagblatt, Tübingen 1994
- Behalten Sie mich immer in freundlichem Andenken. Briefe von und an Friedrich Hölderlin, ausgewählt und hrsg. von Peter Härtling. Kiepenheuer & Witsch, Köln 1994
- Hölderlin und Nürtingen, Schriften der Hölderlin-Gesellschaft, Band 19, hrsg. von Peter Härtling und Gerhard Kurz, Metzler, Stuttgart und Weimar 1994
- Hörst du's schlagen halber acht: Die Welt der Schule in Gedichten und Prosa, hrsg. von Peter Härtling und Christoph Haacker, Radius, Stuttgart 1998
- Notenschrift. Wörter und Sätze zur Musik, Radius, Stuttgart 1998
- Das andere Ich. Ein Gespräch mit Jürgen Krätzer, Kiepenheuer & Witsch, Köln 1998
- Reden und Essays zur Kinderliteratur, hrsg. von Hans-Joachim Gelberg, Beltz & Gelberg, Weinheim 2003
- Peter Härtling: Erinnerte Wirklichkeit - erzählte Wahrheit. Die Städte meiner Kindheit. Mit einer Einführungsrede von José F. A. Oliver sowie einem Nachwort und einer Bibliographie von Walter Schmitz (Dresdner Poetikdozentur zur Literatur Mitteleuropas). Thelem, Dresden 2007, ISBN 978-3-935712-31-6.

## Titoli tradotti in italiano
- Risentimento, trad. di Francesca Duranti - Milano: Rizzoli, 1989. - 153 p. (La scala) Tit. orig.: Nachgetragene Liebe
- Hölderlin, trad. di Paola Albarella. - Napoli: Guida, 1992. - 516 p. (Il bianco e il blu) Tit. orig.: Hölderlin
- Janek: ritratto di un ricordo, trad. di Maria T. Mandalari. - Milano: Lanfranchi, 1993. - 165 p. (Incanti) Tit. orig.: Janek
- Niembsch, o dell'immobilità, trad. di Mario Pezzella. - Napoli: Guida, 1995. - 134 p. (Il bianco e il blu) Tit. orig.: Niembsch, oder Der Stillstand
- Porta senza casa, trad. di A. Frisan (15 mag. 1999) - Brossura: 152 pagine - Editore: Piemme (15 maggio 1999) - Collana: Il battello a vapore. Serie arancio oro
- Viaggio controvento, trad. di C. Carrer e De Lange J.-M. (1º ott. 2001) - Brossura: 123 pagine - Editore: Nuove Edizioni Romane (1º ottobre 2001) - Collana: Racconti per i più grandi
- Piccolo amore, trad. di C. Carrer (1º ott. 2007) - Brossura: 114 pagine - Editore: Nuove Edizioni Romane (1º ottobre 2007) - Collana: Nuova biblioteca dei ragazzi
- Viaggio oltre il confine (1º apr. 2010) - Brossura: 144 pagine - Editore: Nuove Edizioni Romane; 2 edizione (1º aprile 2010) - Collana: Nuova biblioteca dei ragazzi
- Vecchio John, trad. di O. Fatucci e C. Lürig Cristoferi - Brossura: 136 pagine - Editore: EL - Collana: Ex libris
- Concerto da marciapiede, trad. di O. Fatucci e S. Fill - Brossura: 120 pagine - Editore: EL - Collana: Ex libris
- Che fine ha fatto Grigo?, trad. di C. Allegra - Brossura: 144 pagine - Editore: Piemme - Collana: Il battello a vapore. Serie arancio
- Con Clara siamo in sei di Peter Härtling, trad. di M. Alfaioli e A. Frisan - Brossura: 192 pagine - Editore: Piemme
- La mia nonna, trad. di C. Allegra - Brossura: 152 pagine - Editore: Piemme - Collana: Il battello a vapore. Serie arancio oro

## Premi
- 1964: Deutscher Kritikerpreis per Niembsch.
- 1965: Förderpreis Literatur des Landes Niedersachsen per Niembsch.
- 1966: Ehrengabe des Kulturkreises im Bundesverband der Deutschen Industrie e. V.|Bundesverband der Deutschen Industrie per Niembsch. Prix du meilleur Livre Étranger für französische Ausgabe von Niembsch.
- 1971: Gerhart-Hauptmann-Preis der Freie Volksbühne Berlin|Freien Volksbühne Berlin per Gilles.
- 1974: Schubart-Literaturpreis
- 1976: Deutscher Jugendliteraturpreis per Oma.
- 1977: Stadtschreiber von Bergen
- 1978: Wilhelmine-Lübke-Preis des Kuratoriums Deutsche Altershilfe.
- 1980: Zürcher Kinderbuchpreis "La vache qui lit" per Ben liebt Anna und Sofie macht Geschichten.
- 1982: Naturschutzpreis der Kreisgruppe Groß-Gerau des Bundes für Umwelt und Naturschutz.
- 1987: Friedrich-Hölderlin-Preis.
- 1992: Lion-Feuchtwanger-Preis.
- 1994: Verleihung des Titels eines Professor durch das Land Baden-Württemberg.
- 1995: Verleihung des Großen Bundesverdienstkreuzes.
- 1995: Mainzer Stadtschreiber
- 1996: Verleihung der Wilhelm-Leuschner-Medaille des Landes Hessen.
- 1996: Verleihung der Karl-Preusker-Medaille durch die Deutsche Literaturkonferenz.
- 2000: Eichendorff-Literaturpreis
- 2001: Sonderpreis des Deutschen Jugendliteraturpreises per kinderliterarische Gesamtwerk.
- 2001: Dresdner Poetikdozentur zur Literatur Mitteleuropas
- 2003: Deutscher Bücherpreis per Gesamtwerk
- 2004: Ehrenbürger der Stadt Nürtingen
- 2006: Gerty-Spies-Literaturpreis der Landeszentrale für politische Bildung Rheinland-Pfalz
- 2007: CORINE Ehrenpreis des Bayerischen Ministerpräsidenten für sein Lebenswerk
- 2010: Kulturpreis des Kreises Groß-Gerau
- 2011: Großer Preis der Deutschen Akademie für Kinder- und Jugendliteratur e.V. Volkach
- 2012: Kulturpreis Deutsche Sprache